# 胡利奥·冈萨雷斯 (1981年)
胡利奥·冈萨雷斯（西班牙語：Julio González，1981年8月26日—），巴拉圭男子足球运动员，司职前锋。他曾代表巴拉圭国奥队参加2004年夏季奥林匹克运动会足球比赛，获得一枚银牌。